# Вульф, Лоран
Лоран Вульф (фр. Laurent Wolf, при рождении Лоран Дебюир, 16 ноября 1970, Тулуза, Франция) — французский электронный музыкант, продюсер и диджей, специализирующийся на танцевальной музыке жанра хаус. Выпустил несколько альбомов и синглов, в основном с ремиксами на песни других исполнителей, кроме этого имеет в послужном списке также и несколько собственных популярных композиций. Поднимался на вершины хит-парадов с такими треками как «Saxo» и «Calinda», в 2008 году признан лучшим диджеем мира и удостоен награды World Music Awards в соответствующей категории. В том же году его сингл под названием «No Stress», записанный в сотрудничестве с чернокожим певцом Эриком Картером, побывал на первой позиции французского чарта. В 2009 году Вульф, по итогам открытого голосования, проводимого журналом DJ Magazine, оказался на 66-м месте списка ста наиболее влиятельных диджеев мира.

## Дискография

### Синглы
- 2001 «Octopussy» (Bootleg Records)
- 2002 «Afro-Dynamic Part 1» (Royal Drums)
- 2002 «Afro-Dynamic Part 2» (Royal Drums)
- 2002 «Afro-Dynamic Part 3» (Royal Drums)
- 2002 «Energy» (Royal Flush Special) совместно с Михаэлем Кайзером
- 2002 «Hear a Friend» (Royal Flush Special)
- 2002 «Oriental Dream» (Grain Of Groove)
- 2002 «Planar / Hear a Friend» (House Works)
- 2002 «Pump It Up» (Royal Flush Special)
- 2002 «Right All» (Royal Flush Special) совместно с Михаэлем Кайзером
- 2002 «Tiger» (Not On Label)
- 2002 «Together» (Royal Flush Special)
- 2003 «Afro-Dynamic Part 4» (Royal Drums)
- 2003 «Saxo» (Rise)
- 2003 «Saxo» (The Vocal Remixes) (Royal Drums)
- 2003 «Sunshine Paradise» (Royal Flush Special)
- 2003 «Sunshine Paradise EP» (Vendetta Records)
- 2003 «Together» (Remixes) (Royal Flush Special)
- 2003 «Work» (Royal Flush Special)
- 2003 «About That» (Darkness)
- 2003 «Rock Machine» (Darkness)
- 2006 «Another Brick» (Sony/BMG Records) совместно с группой Fake
- 2008 «No Stress» (Sony/BMG Records) совместно с Эриком Картером
- 2008 «Wash My World» (Sony/BMG Records) совместно с Эриком Картером
- 2009 «Seventies» (Sony/BMG Records) совместно с Мод Мартин
- 2009 «Explosion» (Sony/BMG Records) совместно с Эриком Картером
- 2009 «Walk The Line» (Sony/BMG Records) кавер на песню Джонни Кэша
- 2010 «Survive» (совместно с Эндрю Роачфордом)
- 2010 «2012 : Not the end of the world» кавер на Северн Судзуки
- 2010 «Suzie» или «Suzy» совместно с Мод Мартин
- 2011 «Love We Got» совместно с Джонатом Мендельсом

### Альбомы
Prive (2003)
1. «Finally» (original mix)
2. «Only one» (original mix)
3. «Learn 2 love» (original mix)
4. «Young hearts» (original mix)
5. «Groove in on the 1» (club mix)
6. «Feel so good» (original extended mix)
7. «Party» (Junior Jack remix)
8. «Bel amour» (original mix)
9. «4 play» (original mix)
10. «Here we go» (Robbie Rivera mix)
11. «South beach theme» (R grey vocal mix)
12. «Shaker» (original mix)
13. «Planar» (original mix)

Sunshine Paradise (2003)
- CD 1

1. «Saxo»
2. «Sunshine Paradise»
3. «Calinda»
4. «About That»
5. «Sunshine Is Burning»
6. «Gallion»
7. «Together»
8. «Iyo»
9. «On The Music»
10. «Egyptian»
11. «Do Brazil»
12. «Happy Tv»

- CD 2

1. «Feel My Drums»
2. «Bomba»
3. «Work»
4. «Flama»
5. «Afro-Dynamic»
6. «Bbc News»
7. «Sunshine Paradise» (Remix)
8. «Twister»
9. «Pump It Up»
10. «Percucion»
11. «Hear A Friend»
12. «Planar»

Positiv Energy (2004)
1. «Rock Machine»
2. «Phunky Star»
3. «Love»
4. «Dancing»
5. «Morning Light»
6. «Diso Revenge 2004»
7. «Saxo»
8. «Calinda»
9. «Baccara»
10. «Brazilian Affair»
11. «Lyo»
12. «Sunshine Paradise»
13. «About That»
14. «Work»
15. «Opera House»

Afrodynamic (2005)
1. «La Coca»
2. «Bomba»
3. «Afro Dynamic»
4. «Saxo Revenge»
5. «Lyo»
6. «Feel My Drums»
7. «Do Brazil»
8. «Saxo»
9. «Chicago»
10. «Saxo Revenge»
11. «Afro Master Tracks»

Hollyworld (2006)
1. «Another Brick»
2. «It’s Too Late»
3. «Hollyworld»
4. «I Don’t Know»
5. «Yume»
6. «Quiet Time»
7. «Come On»
8. «High Up»
9. «My Heart»
10. «War»
11. «The Crow»
12. «Jungle»

Wash My World (2008)
1. No Stress (feat. Eric Carter) (3:18)
2. Wash My World (feat. Eric Carter) (3:33)
3. Seventies (feat. Mod Martin) (3:24)
4. My Song (feat. Sandra Battini) (3:07)
5. Explosion (feat. Eric Carter) (3:16)
6. I Pray (5:17)
7. Columbia (5:01)
8. Spootnik (5:28)
9. Why (feat. Mod Martin) (4:21)
10. No Stress (Zen @ Acoustic) (feat. Eric Carter) (3:10)

Harmony (2010)
1. «Survive (feat Andrew Roachfoard)» (3:02)
2. «Love Again (feat Andrew Roachfoard)» (3:44)
3. «Suzy (feat Mod Martin)» (3:09)
4. «I Can Fly (feat. Laial Darwich)» (3:15)
5. «Got Dam (Ft Timati)» (3:28)
6. «Love We Got (Ft Jonathan Mendelsohn)» (3:37)
7. «We Are Here» (3:23)
8. «Walk The Line (Remix)» (4:17)
9. «Electric Car (feat. Alyssa Palmer)» (2:58)
10. «One Time We Lived (Remix)» (3:46)
11. «Believe in Human (feat. Audrey Valorzi)» (3:39)
12. «World is Wonderful (feat. Anne-Lyse)» (3:38)
13. «It’s Not The End Of The World» (3:36)
14. «Earth (feat. Mod Martin)» (5:20)